# روبرت گونارسون
روبرت گونارسون (انگلیسی: Róbert Gunnarsson؛ زادهٔ ۲۲ مهٔ ۱۹۸۰) بازیکن هندبال اهل ایسلند است.